# Liste der indischen Botschafter in Mexiko
Bis 1961 war der indische Botschafter in den Vereinigten Staaten regelmäßig auch bei der Regierung in Mexiko-Stadt akkreditiert. Der indische Botschafter in Mexiko-Stadt ist regelmäßig auch bei den Regierungen in Havanna, Guatemala-Stadt, Panama-Stadt sowie San Salvador akkreditiert und in Belmopan ist er Hochkommissar. Die indische Botschaft befindet sich in Musset No. 325 Colonia Polanco.
| Ernannt / Akkreditiert | Leiter der Mission            | Bemerkungen | ernannt von            | akkreditiert bei              | Posten verlassen |
| ---------------------- | ----------------------------- | --- | ---------------------- | ----------------------------- | ---------------- |
| 1950                   | Vijaya Lakshmi Pandit         | | Jawaharlal Nehru       | Miguel Alemán Valdés          | 1951             |
| 1951                   | Binay Ranjan Sen              | | Jawaharlal Nehru       | Miguel Alemán Valdés          | 1952             |
| 1952                   | Gaganvihari Lallubhai Mehta   | | Jawaharlal Nehru       | Adolfo Ruiz Cortines          | 1958             |
| 1958                   | Mahommedali Currim Chagla     | | Jawaharlal Nehru       | Adolfo López Mateos           | 1961             |
| 16. Okt. 1961          | Purshottam Lai Bhandari       | 1964 Hochkommissar in Lagos.                                                                                             | Jawaharlal Nehru       | Adolfo López Mateos           | Jan. 1964        |
| Apr. 1964              | Niranjan Singh Gill           | | Lal Bahadur Shastri    | Gustavo Díaz Ordaz            | Apr. 1967        |
| Juni 1968              | Perala Ratnam                 | (* 1. Juli 1911) 1961-1964 Botschafter in Santiago de Chile sowie bei den Regierungen in La Paz und Bogotá akkreditiert. | Indira Gandhi          | Gustavo Díaz Ordaz            | Aug. 1969        |
| 3. Sep. 1969           | Bhagwan Khemchand Massand     | | Indira Gandhi          | Gustavo Díaz Ordaz            | 30. Sep. 1971    |
| 22. Okt. 1971          | Sunil Kumar Roy               | | Indira Gandhi          | Luis Echeverría Álvarez       | 25. Sep. 1974    |
| 14. Okt. 1975          | Ashok Nanalal Mehta           | (* 23. April 1921) mit Chandralekha Mehta verheiratet                                                                    | Indira Gandhi          | Luis Echeverría Álvarez       | 30. Apr. 1979    |
| 19. Nov. 1979          | Dileep Shankarrao Kamtekar    | 1974 Botschafter in Warschau, 1978: HC Canberra                                                                          | Chaudhary Charan Singh | José López Portillo           | 12. Juni 1982    |
| 24. Nov. 1982          | Narendra Kumar Prakash Jain   | | Indira Gandhi          | Miguel de la Madrid Hurtado   | 23. Juni 1985    |
| 1984                   | Madhu Bhaduri                 | Geschäftsträger | Rajiv Gandhi           | Miguel de la Madrid Hurtado   | 1984             |
| 27. Juli 1985          | Kershasp Tehmurasp Satarawala | (* 15. Februar 1916 in Satara (Maharashtra))                                                                             | Rajiv Gandhi           | Miguel de la Madrid Hurtado   | 29. Feb. 1988    |
| 7. März 1988           | Uday Chand Soni               | 1986 Botschafter in Prag                                                                                                 | Rajiv Gandhi           | Carlos Salinas de Gortari     | 31. Mai 1991     |
| 29. Sep. 1991          | Ronen Sen                     | | P. V. Narasimha Rao    | Carlos Salinas de Gortari     | 24. Sep. 1992    |
| 30. Sep. 1992          | Alan Pascal Nazareth          | 1978: Indian High Commissioner in Accra Ghana; 1989-1992:Botschafter in Kairo.                                           | P. V. Narasimha Rao    | Carlos Salinas de Gortari     | 7. Mai 1994      |
| 10. Dez. 1994          | Chokila Iyer                  | Botschafterin | P. V. Narasimha Rao    | Ernesto Zedillo Ponce de León | 17. Jan. 1999    |
| 27. Jan. 1999          | Ganesh Sankranarayana Iyer    | | Atal Bihari Vajpayee   | Ernesto Zedillo Ponce de León | 31. Jan. 2002    |
| 28. Feb. 2002          | Surinder Singh Gill           | bis 2002 Gesandter in Bahrain                                                                                            | Atal Bihari Vajpayee   | Vicente Fox Quesada           | 31. Aug. 2005    |
| 6. Sep. 2005           | Rajiv Kumar Bhatia            | (* November 1949) 1972 IFS Paris, Beirut, Brüssels and Jakarta ab 2005 HC in Pretoria.                                   | Manmohan Singh         | Vicente Fox Quesada           | 6. Dez. 2006     |
| 2. Jan. 2007           | Rinzing Wangdi                | | Manmohan Singh         | Felipe Calderón Hinojosa      | 31. Dez. 2008    |
| 6. Feb. 2009           | Dinesh Kumar Jain             | | Manmohan Singh         | Felipe Calderón Hinojosa      | 31. Juli 2012    |
| 5. Aug. 2012           | Sujan R. Chinoy               | | Manmohan Singh         | Enrique Peña Nieto            |                  |